# Los Pinos (Uruguay)

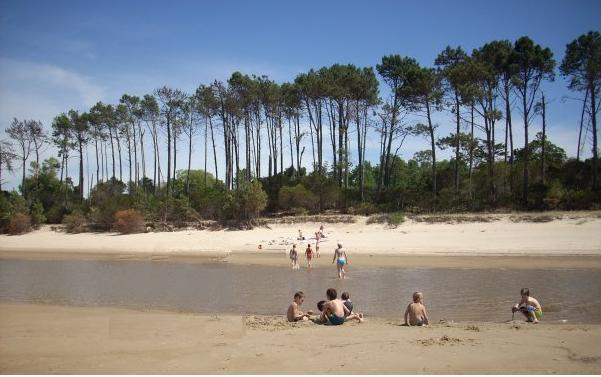
Costa del Río de la Plata en las proximidades de la playa Los Pinos

Los Pinos es una localidad balnearia uruguaya del departamento de Colonia.

## Ubicación
El balneario se encuentra localizado en la zona sur del departamento de Colonia, sobre las costas del Río de la Plata y al este de la ruta 51. Limita al oeste con el balneario Fomento.

## Población
Tiene una población básicamente fluctuante, con un gran incremento en los meses de diciembre y enero (verano austral).
Según el censo del año 2011 el balneario cuenta con una población permanente de 193 habitantes.
| 37            | 54 | 92 | 114 | 121 | 193 |
| (Fuente: INE) |    |    |     |     |     |